# Michael Teschl
Michael Christian Teschl (Aarhus, 30 giugno 1971) è un cantante danese.
Ha rappresentato la Danimarca all'Eurovision Song Contest 1999 svoltosi a Gerusalemme cantando il brano This Time con Trine Jepsen.